# La chinche (obra)
La chinche (en ruso: Клоп, Klop) es una obra de teatro de Vladimir Mayakovsky escrita entre 1928-1929 y publicada originalmente por la revista Molodaya Gvardiya  (n 3 y 4, 1929), y luego como libro, por Gosizdat en 1929. La obra fue estrenada en febrero de 1929 en el teatro Meyerhold. Recibida calurosamente por el público, causó controversia y recibió un trato duro de la prensa soviética. A diferencia de su siguiente obra, El baño (denunciado como ideológicamente deficiente), La chinche fue criticada principalmente por sus supuestas "fallas estéticas".

## Trama
La acción de la obra empieza en 1929 en el U.S.S.R. Ivan Prisypkin es un hombre joven en la época de la NEP. En el día de su boda con Elzevir Davidovna Renasanc, Prisypkin está congelado en un sótano. Después de cincuenta años, revive en un mundo que luce muy diferente. A su alrededor hay un mundo comunista ideal, casi una utopía. No hay más pobreza; la indigencia, la enfermedad y los desastres naturales han sido derrotados, y las personas se han olvidado de la embriaguez, fumar y maldecir. Prisypkin no pertenece a este futuro. Se convierte en una exhibición del zoológico y sirve como un ejemplo de los vicios de una edad pasada para los ciudadanos del futuro. El título de la obra proviene de una chinche de cama, la cual fue congelada al mismo tiempo que Prisypkin y se convierte en su compañera.

## Personajes
- Ivan Prisypkin (Pierre Skripkin) - extrabajador, exmiembro del partido, prometido de Elzevir
- Zoya Beryozkina - trabajador
- Oleg Bardo - dueño
- Elzevir Davidovna Renasanc - prometida de Prisypkin, manicurista, cajera en peluquería
- Rosalie Pavlovna Renasanc - madre de Elzevir
- David Osipovich Renasanc - padre de Elzevir
- Acomodador en la boda
- Jefe de bomberos, bomberos
- Profesor
- Director del Zoológico
- Presidente del ayuntamiento
- Orador
- Trabajadores, reporteros, multitud, cazadores, alumnado, encargados, bomberos

## Producción
La producción de La chinche en el teatro Meyerhold estuvo precedida por una conferencia de Mayakovsky. La obra fue reconocida como "un fenómeno significativo del drama soviético". La obra se mantuvo en el escenario durante tres años.